# Real Cofradía de Nuestro Padre Jesús (Nazareno) de Cieza
La Real Cofradía de Jesús -Nazareno- es una cofradía de la Semana Santa de Cieza, de la Región de Murcia (España).

## Historia
La primera constitución efectiva y sus estatutos datan de 1692, aunque la fundación de la actual cofradía podría remontarse a los primeros decenios del siglo XV. Con esta marca de antigüedad aparece mencionada con el nombre de Cofradía del Dulce y Santísimo Nombre de Jhesús en la descripción y relación de la Villa de Cieza que, por mandato de Felipe II, redactara el Bachiller Alonso Marín y Mena en 1579. “A veinticinco días del mes de marzo, año del nacimiento de nuestro redemptor Jesucristo, de mil y quinientos y setenta y nueve, el bachiller Alonso Marín y Mena, de edad de quarenta años, y Joan García, el viejo, de edad de ochenta, y Martín Ruiz de Soler, el viejo, de edad de setenta y uno, vecinos y naturales desta dicha villa.... A los cuarenta capítulos dixeron: ay tres Cofradías, una del dicho Apóstol San Bartolomé, otra de la Sangre de Cristo, y otra del Dulce y Santísimo Nombre de Jhesús”.
La vinculación entre ambas parece más que evidente pues todavía a principios del siglo XX la Cofradía de Jesús Nazareno organiza y costea la Función del Dulce Nombre de Jesús; la primitiva doble naturaleza de la Cofradía podría contar a su favor con otro dato: si la relación de Procesiones que aparece en una referencia de 1630("hay tres Procesiones, la del Señor Padre Jesús, la de Jueves Santo y la de Viernes Santo") y en un Acta Capitular de 1693 ("Esta villa tiene por costumbre la obligación de asistir por sus alféreces a las fiestas procesionales que se celebran por decreto y que desde hace tiempo conste que acordaron que fuesen la de Nuestro Señor Padre Jesús, la de Domingo de Ramos, la de Jueves Santo y la de Viernes Santo, que sería obligación de los señores capitulares asistan a ellas sosteniendo los pendones”) responde a un orden cronológico de celebración, la del Señor Padre Jesús podría referirse a una Procesión organizada con motivo de la festividad del Dulce y Santísimo Nombre de Jesús, de cuya celebración hay constancia en 1671, en tanto que la de Jueves Santo tendría lugar en la tarde-noche de este día con la participación del Paso de Jesús Nazareno y a cuyo término la Cofradía organiza y costea el Sermón de Pasión, costumbre que caerá en total desuso en los años que siguieron a la guerra civil española.
De ser cierta, por tanto, la hipótesis que vincula a la Cofradía del Dulce y Santísimo Nombre de Jesús con la de Jesús Nazareno, haciendo resultar a ésta de aquella (bien por un cambio de la naturaleza de sus fines, bien por haberse desgajado de ella), la Cofradía de Jesús –Nazareno- pasaría por ser la Cofradía pasionaria más antigua de Cieza; así parece corroborarlo, por otra parte, una carta fechada el 12 de noviembre de 1858 y conservada en la Parroquia de Nuestra Señora de la Asunción de Cieza en la cual el Obispo de Cartagena, Don Mariano Barrios Fernández, dicta unas normas para su cumplimiento en los Desfiles Procesionales: "...se coloque cada Cofradía con su respectiva efigie o Paso en el lugar y sitio que le corresponde, no con sujeción de su mayor o menor antigüedad, sino al que le sea natural guardando el orden histórico que cada Paso representa en la Pasión de Nuestro Señor Jesucristo.....Sin embargo y como una señal evidente de lo atendible al derecho de antigüedad acordamos que el Hermano Mayor que por tiempo fuere de la Cofradía de Nuestro Padre Jesús, ocupe en las indicadas Procesiones el lugar que corresponde a la antigüedad de la Cofradía a quien representa con lo que guarda a salvo todo derecho" (curiosamente una fotografía del Paso de Santa María Magdalena abriendo el cortejo Procesional en la mañana de Viernes Santo a finales del siglo XIX o principios del XX nos muestra en primer término, encabezando la Procesión, a D. Antonio Aguado Moxó, Hermano Mayor de la Cofradía de Jesús).
Lo cierto es que en 1692, pero ahora con carácter fundamentalmente pasionario, la Cofradía de Jesús de Nazareno (y con ella la de Nuestra Señora de la Soledad), cuyo Paso titular viene procesionando desde antaño, solicita su erección estableciendo constituciones propias para “poder solemniçar la semana santa de cada una de las procesiones que seaçen con estas santas Ynsinias los días Jueves y Viernes”. Ambas Cofradías, por otra parte, quedarán desde entonces íntimamente ligadas entre sí en sus cultos; de hecho durante el siglo XIX y principios del XX organizan conjuntamente el Novenario de Dolores, entonces Novenario de Jesús y Dolores, costeando a partes iguales el altar para el mismo iniciado a finales del siglo XIX y finalizado en 1908 tras su dorado por Pedro Valch.
Con esa y otras advocaciones aparecerá nombrada la Cofradía a partir de ese momento: Cofradía de Nuestro Padre Jesús, Cofradía de Nuestro Señor Padre Jesús o Cofradía de Nuestro Padre Jesús Nazareno, y popularmente Cofradía de Jesús; así, por ejemplo, en 1722 el testamento otorgado por D. Luis Daroca Marín: "y asimismo me asista y acompañe mi cuerpo la Cofradía de Nuestro Padre Jesús en conformidad de su obligación y con la consideración de haber sido su Hermano Mayor".
La Cofradía tenía un marcado carácter penitencial: era costumbre que los Cofrades asistieran a la Procesión con su túnica, cruz y soga, con los pies descalzos, de forma anónima, sin hablar unos con otros, y portando hachones de cera (cierta reminiscencia de ese carácter penitencial sigue vigente hoy: su Tercio de nazarenos desfila con cruces de madera en la Procesión del Penitente Viernes Santo en la mañana y hasta hace pocos años no era raro que muchos de ellos lo hicieran descalzos). El hábito de pedir limosna en el transcurso de la Procesión y en las puertas de las iglesias durante la visita a los Monumentos proporcionó a la Cofradía sustanciosos ingresos a los que hay que sumar los muchos otros derivados de las mandas testamentarias. Parte de los mismos se destinaban a sufragar los gastos derivados de los entierros de los Cofrades; así D. Mariano Ruiz-Funes en su obra de 1916 Derecho consuetudinario y economía popular de la provincia de Murcia contaba: En Cieza hay la costumbre de anunciar los entierros de los hermanos de la Cofradía de Nuestro Padre Jesús. Un chico va por la calle, silencioso, tocando una campanilla. La gente que conoce el acto, le pregunta el nombre del difunto, y él lo dice”.
A finales del siglo XVIII y principios del XIX el auge de la Cofradía es tal que además de su titular adquiere o agrupa en torno a ella Pasos como El Señor de la Columna (posteriormente completado con las Imágenes de dos Sayones), La Oración del Huerto, Jesús Resucitado y, tal vez, El Santo Sepulcro (cuyo palio renueva la Cofradía en 1851), de los que sufraga sus sucesivas reparaciones y restauraciones según refleja el Libro de Cuentas de la Cofradía (1850-1963), y su desfile lo encabezan un guion que es renovado varias veces (1902 y 1923) antes de su desaparición y una gran bocina sobre ruedas, integrando también el cortejo un grupo de clarines. También es probable que en las mismas fechas se constituyera bajo sus auspicios, si es que no lo hizo como filial, la Hermandad de la Convocatoria de Jesús, los populares “Armaos” (hoy Cofradía del Tercio Romano del Santo Sepulcro), cuya actividad en Semana Santa se centra esencialmente en la representación del Prendimiento, Acto que esta misma organiza y costea; y es posible, incluso, que el Paso de Jesús Nazareno –Prendido- dejara de participar en la misma tras la implantación del Prendimiento , que se celebraba con dicho Paso un día antes, para volver a hacerlo definitivamente tras la guerra civil española; así parece desprenderse de algunas crónicas de la Semana Santa en Cieza de finales del siglo XIX en la que este Paso no consta en la relación de los que desfilaban en la Procesión General.
En la segunda mitad del siglo XIX, siendo Hermano Mayor D. Antonio Aguado Marín, al que luego sucederá en el cargo su hijo D. Antonio Aguado Moxó (que como tal consta en el Acta de Constitución de la Junta de Procesiones en 1915) la Cofradía de Jesús Nazareno cuenta con un elevado número de Cofrades que pagan tarja, lo que le permite contratar Bandas de música de otras localidades para las Procesiones (es el caso de la Banda de Abarán en 1855) e incluso dispone de su propia oficina. Tan grande llega a ser su importancia que en torno a ella y frente a otras, en virtud de múltiples razones -entre ellas las rivalidades familiares, políticas y la separación de clases-, se configurará un bloque (no es válido el término “agrupación” pues implica relaciones de filiación o legales no constatadas) en el que el color del atuendo (negro-morado) va a ser el distintivo y cuya desarticulación no se producirá hasta después de la guerra civil española, cuando, como filiales suyas en los primeros momentos, surjan con carácter independiente las Cofradías de La Oración del Huerto y de Jesús Resucitado.
Tras su reorganización en los primeros años en la década de los cuarenta del pasado siglo XX, la Cofradía sustituyó por las actuales las tradicionales túnicas de cola con adornos de pasamanería y cinchos de esparto.
De las esculturas que de la Imagen de Jesús Nazareno se hayan podido suceder en el tiempo conocemos dos. Los testimonios gráficos de la primera, destruida en la quema de Santos del año 1936, hablan de una Imagen de innegable filiación a la escuela andaluza, cuya autoría varios estudiosos han pretendido atribuir al imaginero sevillano Juan Martínez Montañés (1568-1648) o a su Escuela, concretamente a Juan Sánchez Cordobés, según los estudios del Profesor Sánchez Moreno. La Imagen era una pieza escultórica de gran mérito y su singularidad resaltó sobre el resto, llamando la atención tanto de los vecinos de la localidad como de aquellos que se acercaban a ella, caso de Manuel González Simancas, autor del Catálogo Monumental de España, que visitó Cieza en 1893, o de quien bajo las iniciales E.B. rubrica un artículo periodístico en el que afirma: "La efigie de Jesús es la mejor escultura de estas Proceisones". Muy importante debió ser, además, la veneración que le profesó el pueblo por cuanto en el siglo XIX fue muy frecuente la impresión y venta de sus estampas, y su participación en rogativas.

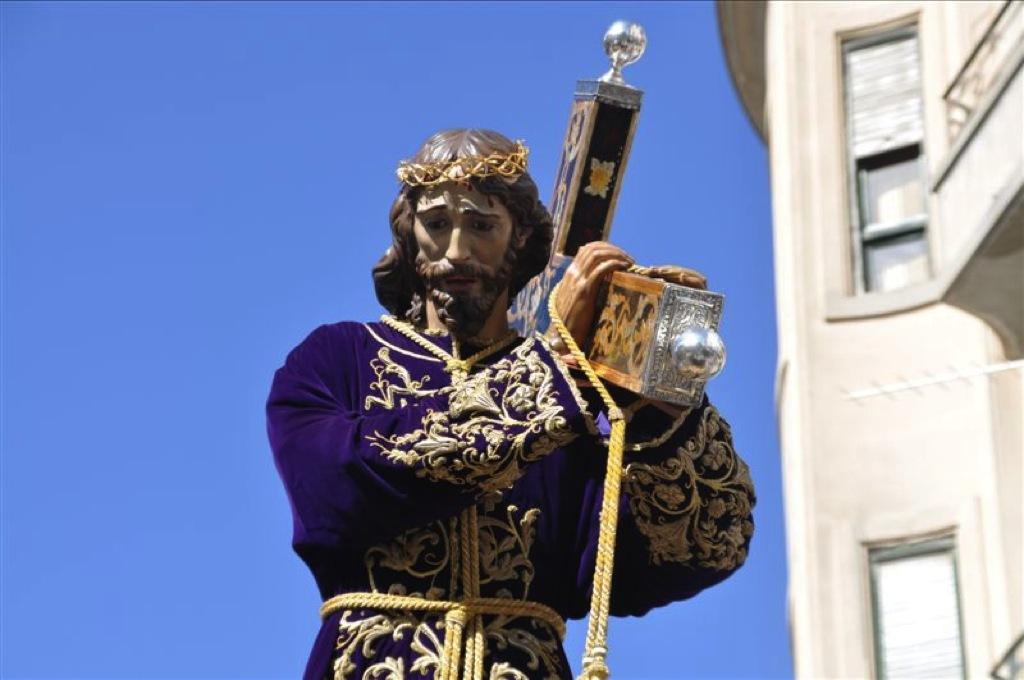
Nuestro Padre Jesús en la mañana de Viernes Santo.

La segunda, la actual, fue encargada por D. Mariano Martínez Montiel al valenciano Ignacio Pinazo Martínez, que la acabó para la Semana Santa de 1942. Es una Imagen vestida con una rica túnica de terciopelo morado que perteneció a la Imagen anterior y que, desaparecida durante la guerra civil, fue recuperada casualmente años después en El Palmar (Murcia). En la Procesión del Penitente, Viernes Santo en la mañana, la Imagen desfila coronada de espinas (con una corona labrada en plata el siglo pasado) y con una cruz al hombro, que se adapta a sus brazos articulados y a unas manos realizadas en 1946 por el imaginero ciezano Manuel Juan Carrillo Marco, y que sustituye a la cruz con que desfilaba desde el siglo pasado, singular por tener un brazo más corto que otro. La Imagen siempre se conservó en la Basílica de Nuestra Señora de la Asunción, ubicándose su capilla en el lugar que hoy ocupa entre los años 1680 y 1710, en el transcurso de las obras de remodelación y ampliación de aquella.
El trono en el que procesiona la Imagen de Jesús Nazareno, sustituto de otro realizado en 1861 por Antonio Torres y dorado tres años después, constituye una obra de arte en madera tallada y dorada. Debajo del mismo, en su parte interior, figura la siguiente inscripción: "Se costeó este Trono para la Imagen de Nuestro Padre Jesús de esta parroquia por las señoras Doña Piedad ngostos Peña y Doña Amalia Angostos Peña, camareras de dicha Imagen. Fue construido en Murcia por el maestro tallista D. Pedro García Migal año de 1899 y se doró en Cieza por el vecino de la misma D. Ignacio Amoraga Latorre natural de Murcia en el año 1900". El trono fue restaurado y vuelto a dorar en el año 1999 por el artista ciezano Bonifacio Pérez Ballesteros, quien también talló para el mismo un juego de puntas de vara en el año 2004.
La Cofradía posee también el Paso de Santa María Salomé realizado en 1953 por el escultor Octavio Vicent y al que en un principio intentó convertir en titular de una Hermandad filial del mismo nombre, sin que esta iniciativa llegara a concretarse. Se trata de una Imagen de vestir que desfila el Viernes Santo en la noche en la Procesión del Santo Entierro, llevando en sus manos la corona de espinas y los clavos de Cristo, y en la Procesión del Resucitado, Domingo de Pascua, sin los atributos de la Pasión. El trono sobre el que procesiona es obra de Manuel Juan Carrillo Marco al que se le encargó en 1954, quedando completamente terminado y desfilando por primera vez dos años después; al igual que el del Paso titular, fue restaurado y dorado nuevamente el año 2001 en los talleres de Bonifacio Pérez Ballesteros, quien también restauró la Imagen de Santa María Salomé un año después.
En 1996 la Cofradía, bajo el mandato de D. Francisco López Yuste, adquirió un estandarte de terciopelo morado bordado en oro y pedrerías por las Religiosas Justinianas Madres de Dios de Murcia y dos faroles para el Tercio de nazarenos labrados en plata en los Talleres de los Hermanos Ramos de Sevilla; y en 1998 María del Carmen Lozar Vázquez confeccionó, en terciopelo morado bordado en oro, las nuevas Galas para el trono del Paso titular.
Recientemente, bajo la Presidencia de D. Antonio Camacho Vázquez, la Cofradía ha realizado el paso de La Coronación de Espinas, que procesiona en la Procesión General de Miércoles Santo en sustitución del titular. La obra fue realizada, en 2009, por el escultor cordobés D. Francisco Romero Zafra, en madera de cedro real. El trono sobre el que desfila fue también realizado en Córdoba y siendo obra de los Hnos. Higuera González entre los años 2009 y 2015.
La cofradía también posee un paso infantil, con el nombre Santa María Salomé, realizada en 2009 por el escultor ciezano D. Antonio Jesús Yuste Navarro, y que procesiona sobre un trono realizado, por hermanos de la cofradía en 2009, y restaurado y dorado en los talleres de Bonifacio Pérez Ballesteros para la Semana Santa de 2012.

## Pasos
El patrimonio imaginero con el que cuenta la cofradía está compuesto por tres pasos:

### Nuestro Padre Jesús Nazareno
Imagen tallada en madera de pino, articulada y de vestir realizada por el artista valenciano Ignacio Pinazo Martínez en 1942. Sus brazos articulados permiten que la imagen pueda desfilar en la noche de Martes Santo con las manos atadas, y en la mañana de Viernes Santo con la cruz al hombro, gracias a la ayuda de un segundo juego de manos realizado por el escultor ciezano Manuel Juan Carrillo Marco, y acompañado además en esta ocasión con una corona de espinas labrada en plata en el siglo XX.
Nuestro Padre Jesús Nazareno se conserva en la Basílica de Nuestra Señora de la Asunción. La capilla se ubica en el lugar que hoy ocupa (a la izquierda del altar mayor), entre los años 1680 y 1710, sirviendo hasta la guerra civil española como refugio de la destruida imagen con la misma advocación durante la Quema de Santos de 1936. Durante la estanca de la actual imagen en su capilla luce una túnica en terciopelo morado y bordada en hilo de oro realizada en Zamora a finales del pasado siglo XIX, dicha túnica, tras la quema de santos realizada en 1936, fue rescatada por Anita Marín-Blázquez Jaén tras la guerra civil española en la localidad de El Palma. Por otro lado, durante los desfiles procesionales, la imagen luce otra túnica de terciopelo morado y bordada en hilo de oro en Zaragoza en el año 1902, y que fuese diseñada sobre percalina por la ciezana Amparo Perona Díaz, y sirviendo como modelo Arturo Trigueros, entonces directivo de la cofradía. Ambas túnicas pertenecieron a la antigua imagen de Nuestro Padre Jesús Nazareno desaparecida en la contienda civil española.
El trono fue realizado en Murcia por el maestro tallista Pedro García Mingal en 1899, y dorado en Cieza por el murciano Ignacio Amoraga Latorre en 1900. El artista ciezano Bonifacio Pérez Ballesteros restauró y amplió el trono en 1999, añadiéndole una plataforma inferior pasando el trono de ser portado por tres a cuatro varas. Además en 2004 el propio Bonifacio Pérez Ballesteros confeccionó un juego de puntas de varas con los detalles más significativos del trono enriqueciendo así el patrimonio del paso titular.

### Santa María Salomé
La imagen realizada por el escultor valenciano Salvador Octavio Vicent Cortina en 1953, es una obra de talla completa en madera de pino y policromada, de tamaño natural, articulado y de vestir. Representa a María Salomé en edad joven, siendo la imagen muy caracterizada hoy en día por su expresión muy vivaz, su basta belleza, además de sus grandes ojos y su larga melena de pelo natural. Sin embargo la imagen sufrió dos remodelaciones en los primeros años de su llegada a Cieza por el propio escultor valenciano entre finales de los años 50 y principios de los años 60 del pasado siglo XX. Así como ya más reciente, el ciezano Bonifacio Pérez Ballesteros realizó en el año 2002 una limpieza en la policromía de la imagen, y reparando los desperfectos de la imagen, provocados por los adornos que esta portaba en sus manos, y en sus pies, debido a los movimientos durante los desfiles procesionales.
Así mismo, la imagen de María Salomé realiza dos roles durante la Semana Santa ciezana, en la noche de Viernes Santo, cumpliendo con el luto de la procesión del Santo Entierro, la imagen desfila portando en sus manos la corona de espinas y los clavos, representantes del  martirio y muerte de Jesús en la cruz. Mientras que en la mañana de Domingo de Resurrección, para festejar la victoria sobre la muerte del redentor, la corona y los clavos son sustituidos por flores.
La imagen desfila sobre un trono realizado por Manuel Juan Carrillo Marco en madera de pino y dorado con plata corlada. Este trono es considerado como la obra maestra del escultor y tallista ciezano debido al gran volumen de su talla, cargado con expresiones vegetales, y así como a su estructura de bicicleta que mantiene la pena central en el aire sostenida solamente por las cuatro ménsulas que nacen desde las cuatro esquinas del mismo, soportando de esta forma todo el peso del paso en sus esquinas. Este majestuoso trono que parece simular un gran rosal, culminan sus árboles de luz con unas tulipas de plástico blanco simulando flores que terminan de dar esa sensación vegetal que desprende la obra. El tallista y restaurador ciezano Bonifacio Pérez Ballesteros, pupilo del propio maestro Carrillo Marco, restauró el trono en 2001.

### La Coronación de Espinas
Grupo escultórico de tamaño natural, realizado por el cordobés Francisco Romero Zafra en madera de cedro real y policromada al óleo. La imagen de Jesús se presenta semi sentado sobre un banco que imita el mármol cordobés, con las manos entrelazadas y maniatadas con una soga, apoyadas sobre su pierna izquierda. A su vez el Soldado Romano, también es de tamaño real y de vestir, tiene una extraordinaria diagonal del brazo y el adelantamiento de la pierna izquierda,  es una imagen cargada de expresividad y movimiento, esta talla viste con un traje realizado en esterilla de algodón con detalles de agremán en seda negra y pasamanería; el pectoral o chaleco es de cuero marrón oscuro tratado y trabajado, y hace juego con la faldeta de lamas, con las sandalias y con las muñequeras.
Trono de estilo realizado en Córboba por los Hermanos José María y Pedro Higuera González es de estilo neo renacentista realizado en fases, tallado en madera de cedro real con motivos vegetales, barnizado y con detalles de plata, carteles y faroles. Iluminado con cuatro faroles a lo largo de la canasta, potenciado la iluminación con ocho candelabros de tres brazos en las equinas. Los detalles en plata que posee el trono fueron realizados por el orfebre ciezano Diego Penalva.

## Símbolo y vestuario
La cofradía se identifica por el escudo o emblema oficial: La cruz con la corona de espinas, y sobre ello la corona real.
El vestuario de la cofradía viene condicionado según los cofrades participen como anderos portando los pasos o como nazarenos acompañando a los mismos:
Vestuario del tercio de anderos
- Túnica de terciopelo de algodón morado.
- Gorro de plato de terciopelo de algodón morado con corona de espinas bordada en hilo de seda dorado, y fleco dorado.
- Cíngulo de seda morada y dorada. Zapatos negros.

Vestuario del tercio de nazarenos
- Túnica de terciopelo de algodón negro.
- Capuz de raso negro con fleco dorado.
- Cíngulo de oro. Zapatos negros.

## Música
La Cofradía posee siete composiciones musicales propias:
- María Salomé, pasodoble ciezano escrito en 1960 por el maestro José Gómez Villa, compositor ciezano.
- Nazareno de Cieza, marcha de procesión escrita en 1999 por el compositor ciezano Francisco García Alcázar.
- La Coronación de Espinas, marcha de procesión para agrupación musical realizada por el ciezano Antonio Piñera Moreno en el año 2015.
- Vidas Nuevas, marcha de procesión para agrupación musical realizada por el ciezano Antonio Piñera Moreno en el año 2016.
- María Salomé, Luz en el Luto, marcha de procesión para agrupación musical compuesta por el ciezano Antonio Jesús Hernández Alba en el año 2018.
- Corazón Nazareno, pasodoble ciezano compuesto por el ciezano Antonio Jesús Hernández Alba en el año 2018.
- Espinas de Pasión, marcha de procesión compuestra por el ciezano Antonio Jesús Hernández Alba en el año 2019.